# Vouzan
Vouzan é uma comuna francesa na região administrativa da Nova Aquitânia, no departamento de Charente. Estende-se por uma área de 16,27 km². Em 2010 a comuna tinha 799 habitantes (densidade: 49,1 hab./km²).